# Fliegerisches Ausbildungszentrum der Luftwaffe

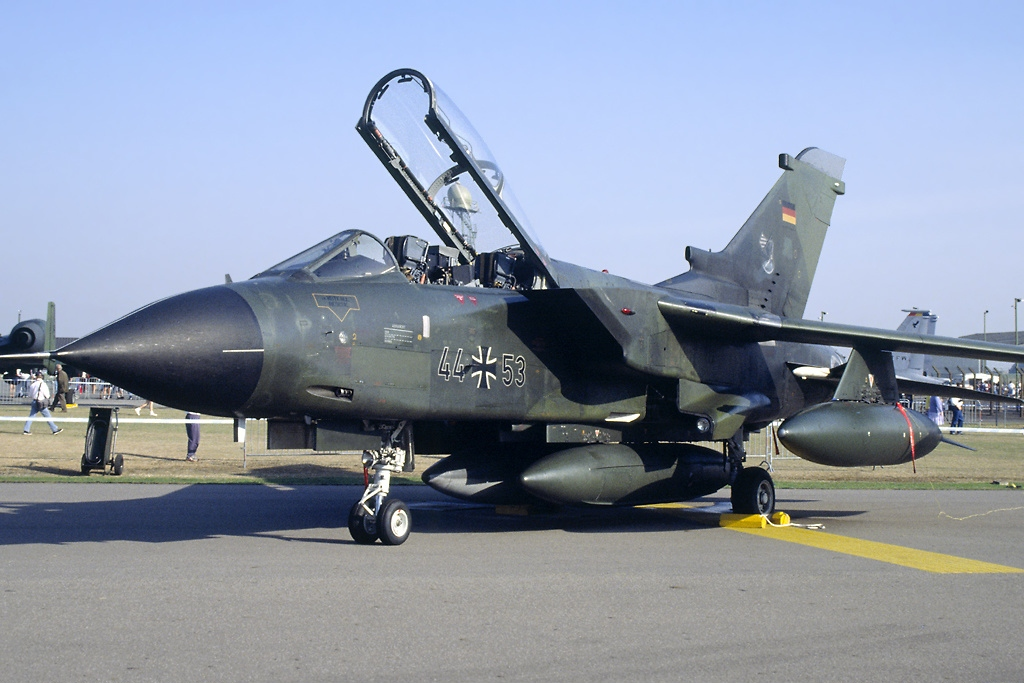
Panavia Tornado IDS auf RAF Upper Heyford, September 1991

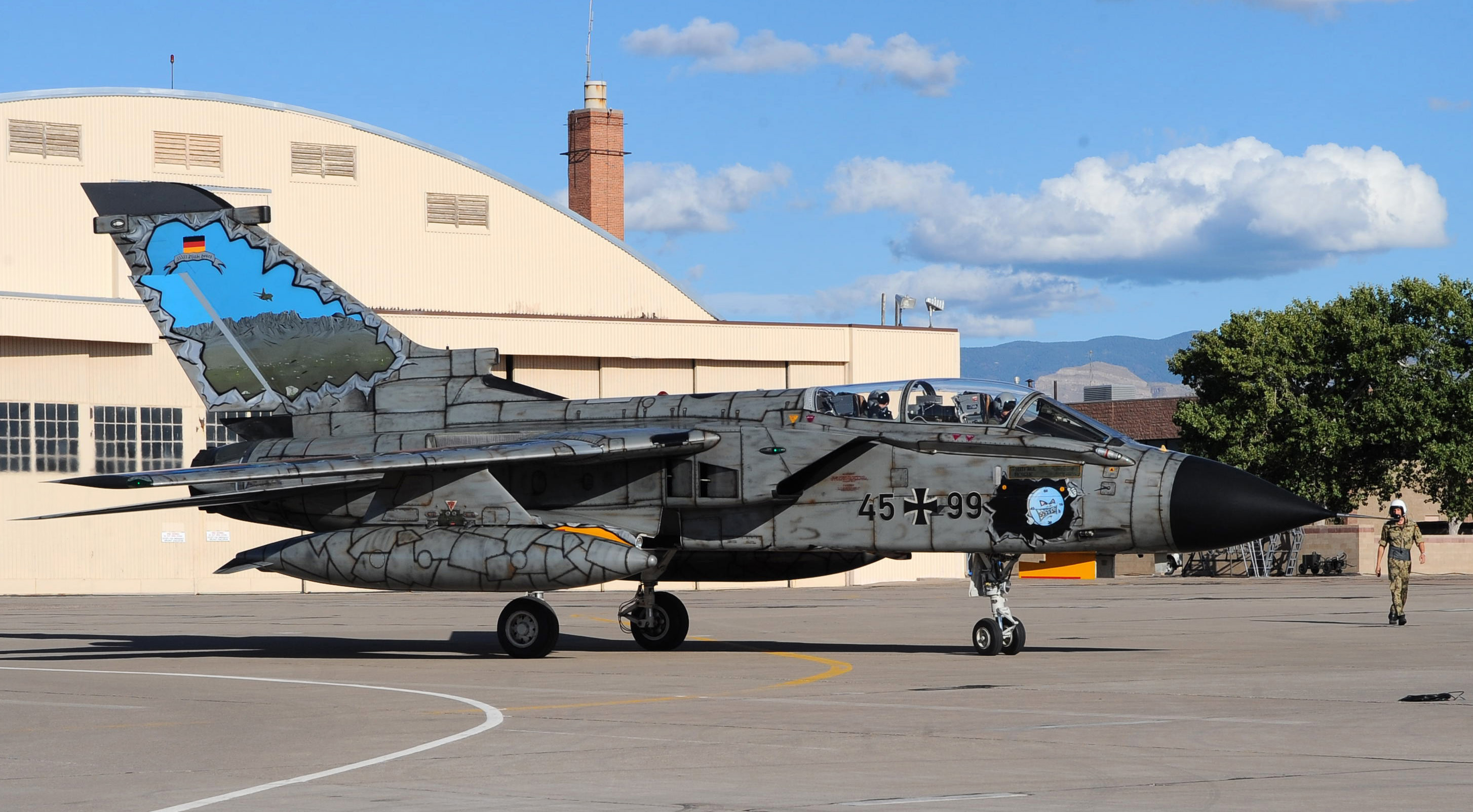
Panavia Tornado 55.555 Flugstunde auf der Holloman Air Force Base

Das Fliegerische Ausbildungszentrum der Luftwaffe (FlgAusbZLw) ist ein ehemaliger Verband der Luftwaffe und führte am Standort Holloman AFB die lehrgangsgebundene fliegerische Ausbildung für das Waffensystem Tornado durch.

## Geschichte
Basierend auf einem Beschluss der Verteidigungsminister der USA und Deutschlands im Jahr 1990, wurde 1992 die 1. Deutsche Luftwaffenausbildungsstaffel USA (DtLwAusbStff USA), die bislang auf der George Air Force Base in Kalifornien die Ausbildung für Besatzungen der F-4 Phantom durchführte, auf die Holloman AFB in New Mexico verlegt.
Das Taktische Ausbildungskommando der Luftwaffe USA (TaktAusbKdoLw USA), das neben der Ausbildung der Phantom-Besatzungen auch für die Schulung der Besatzungen des Waffensystems Tornado zuständig war, nahm zum 1. Januar 1996 den Dienst auf und wurde 1999 in Fliegerisches Ausbildungszentrum der Luftwaffe (FlgAusbZLw) umbenannt. Der Ausbildungsflugbetrieb mit dem Waffensystem Phantom wurde 2004 eingestellt.
Oberst Ferkinghoff übernahm am 1. Oktober 2013 das Kommando über das FlgAusbZLw von Oberst Armin Havenith, der als stellvertretender Kommandeur und Leiter der Fliegerischen Ausbildungseinrichtung USA (LtrFlgAusbEinr USA) weiter am Standort Holloman verblieb.
Im Rahmen der Neuausrichtung der Bundeswehr wurde am 1. Juli 2015 das Fliegerische Ausbildungszentrum der Luftwaffe (FlgAusbZLw) dem Luftwaffentruppenkommando unterstellt und übernahm die verbleibenden Aufgaben des am 30. September 2013, am Standort Fort Bliss in El Paso außer Dienst gestellten Deutschen Luftwaffenkommando USA und Kanada (DtLwKdo USA/CAN).
Am 30. September 2015 übernahm Oberstleutnant Stephan Breidenbach das Kommando über das Fliegerische Ausbildungszentrum von Oberst Armin Havenith.
Mit der seinerzeitigen Reduzierung der Tornado-Flotte und dem damit verbundenen Rückgang an benötigten Flugstunden des Ausbildungszentrums plante die deutsche Luftwaffe auch die Eurofighter Typhoon-Ausbildung vom Fliegerhorst Laage nach Holloman zu verlegen; hierfür sollten 24 Eurofighter auf der Holloman AFB stationiert werden.
Im März 2015 entschied Verteidigungsministerin Ursula von der Leyen diese Ausbildung weiterhin in Deutschland durchzuführen. Die dadurch freiwerdenden Ressourcen ermöglichten es, die Taktische Luftwaffengruppe in Wittmund ab dem 1. Juli 2016 wieder zu einem Geschwader aufwachsen zu lassen.
Zum 1. Juli 2016 wurde das Fliegerische Ausbildungszentrum dem Taktischen Ausbildungskommando der Luftwaffe USA unterstellt.
Zeitgleich übernahm Oberstleutnant Georg Wolters das Kommando über das Ausbildungszentrum. Sein Vorgänger Oberst Breidenbach wurde Kommandeur des Ausbildungskommandos in Holloman.
Im September 2017 wurde die fliegerische Ausbildung in Holloman für den Tornado eingestellt und mit einem feierlichen Appell am 19. September 2017 offiziell beendet. Seitdem erfolgt diese Ausbildung beim Taktischen Luftwaffengeschwader 51 in Jagel.
Die Instandhaltung für die Tornados wurde noch bis Mitte 2018 genutzt. Danach wurde das Zentrum aufgelöst.

## Auftrag und Ausrüstung
Das Fliegerische Ausbildungszentrum der Luftwaffe hatte den Auftrag, die deutschen Luftfahrzeugbesatzungen des Waffensystems Tornado nach den Prinzipien der ganzheitlichen Ausbildung aus-, fort- und weiterzubilden. Die Schwerpunkte lag hier in der Vermittlung von fliegerischen Grundfertigkeiten, einschließlich der Basis-Waffenausbildung, an junge Luftfahrzeugführer und Waffensystemoffiziere, Ausbildung der zukünftigen Fluglehrer und Waffensystemoffiziere mit Überprüfungs- und Lehrberechtigung sowie der Waffenlehrerausbildung. Weiterhin wurden im Rahmen freier Kapazitäten Fort- und Weiterbildungsvorhaben der Einsatzverbände unterstützt.
Zum Nennbestand des Fliegerischen Ausbildungszentrums der Luftwaffe (FlgAusbZLw) gehörten (Stand 2014) neun Tornado IDS und sechs Trainer mit Doppelsteuerung.

## Zwischenfälle
- Am 14. Oktober 1998 kollidierten zwei F-4F Phantom II Kampfflugzeuge der 20th Fighter Squadron, bei der die F-4-Ausbildung für das FlgAusbZLw durchgeführt wurde, über der White Sands Missile Range. Die Phantom mit dem (Luftfahrzeugkennzeichen 72-1282) verlor bei der Kollision Teile der rechten Tragfläche und stürzte ab. Die Besatzung rettete sich mit den Schleudersitzen. Die Besatzung der anderen Phantom (72-1231) konnte das Flugzeug trotz Beschädigungen sicher auf der Holloman AFB landen.[12]

- Am 24. September 1999 kollidierten zwei PA-200 Tornado des FlgAusbZLw (43+44 & 46+03) bei einer Luftkampfausbildung. Beide Luftfahrzeugen stürzten in der Nähe von Carlsbad, New Mexico, USA ab. Beide Besatzungen retteten sich mit ihren Schleudersitzen.[13][14]

- Am 15. Mai 2002 kollidierte ein PA-200 Tornado des FlgAusbZLw (45+62) bei einem Tiefflug bei Nacht rund 30 km nordöstlich von Holloman AFB mit dem Boden (CFIT). Der Pilot wurde getötet, der Waffensystemoffizier erlitt Verletzungen.[15]